# روز شهید (امارات متحده عربی)

روز شهید هر ساله در روز ۳۰ نوامبر در امارات متحده عربی گرامی داشته خواهد شد. این روز به یاد جان فشانی‌ها و فداکاری شهدای اماراتی که جان خود را در امارات متحده عربی و خارج در زمینه‌های خدمت غیرنظامی، نظامی و بشردوستانه فدا کرده‌اند قرار داده شده‌است.

## تاریخ
اولین سرباز اماراتی کشته شده حین انجام وظیفه سالم سهیل بن خمیس، در ۳۰ نوامبر ۱۹۷۱، حین «نبرد تنب بزرگ» علیه نیروهای ایرانی کوتاه زمانی پیش از تشکیل امارات متحده عربی بود. بن خمیس هدایت یک نیروی پلیس شش نفره در تنب بزرگ را پیش از ورود نیروهای ایرانی در شب تشکیل بر عهده داشت. او از پایین آوردن پرچم راس الخیمه سرباز زد، و سربازان ایرانی او را به دلیل سرپیچی کشتند.
در ۱۹ اوت ۲۰۱۵، اعلام شد ۳۰ نوامبر به عنوان روز شهید گرامی داشته خواهد شد.

## گاهشمار شهدا
سربازان به خاک افتاده در جنگ خلیج فارس (۱۹۹۰–۱۹۹۱) حین آزادسازی کویت هم در کنار سیف قباش، وزیری که در ۱۹۷۷ ترور شد، و خلیفه المبارک، سفیر اماراتی که در ۱۹۸۴ ترور شد، گرامی داشته خواهند شد.

### عملیات بازگردانی امید در یمن
نیروهای مسلح امارات به «عملیات بازگردانی امید» به ائتلاف عرب تحت رهبری عربستان سعودی در ۲۰۱۵ پیوستند تا از دولت مستقر در عدن به رسمیت شناخته شده از سوی کشورهای خلیج فارس حمایت کنند. تعداد سربازان اماراتی کشته شده در یمن به ۴۵ نفر رسید. دولت امارات سه روز عزای عمومی اعلام کرد و پرچم‌ها را به حالت نیم افراشته درآورد.